# یحیی الدرع
یحیی الدرع (عربی: يحيي الدرع؛ زادهٔ ۱۷ ژوئیهٔ ۱۹۹۵) بازیکن هندبال اهل مصر است.